# Trinitarian Bible Society

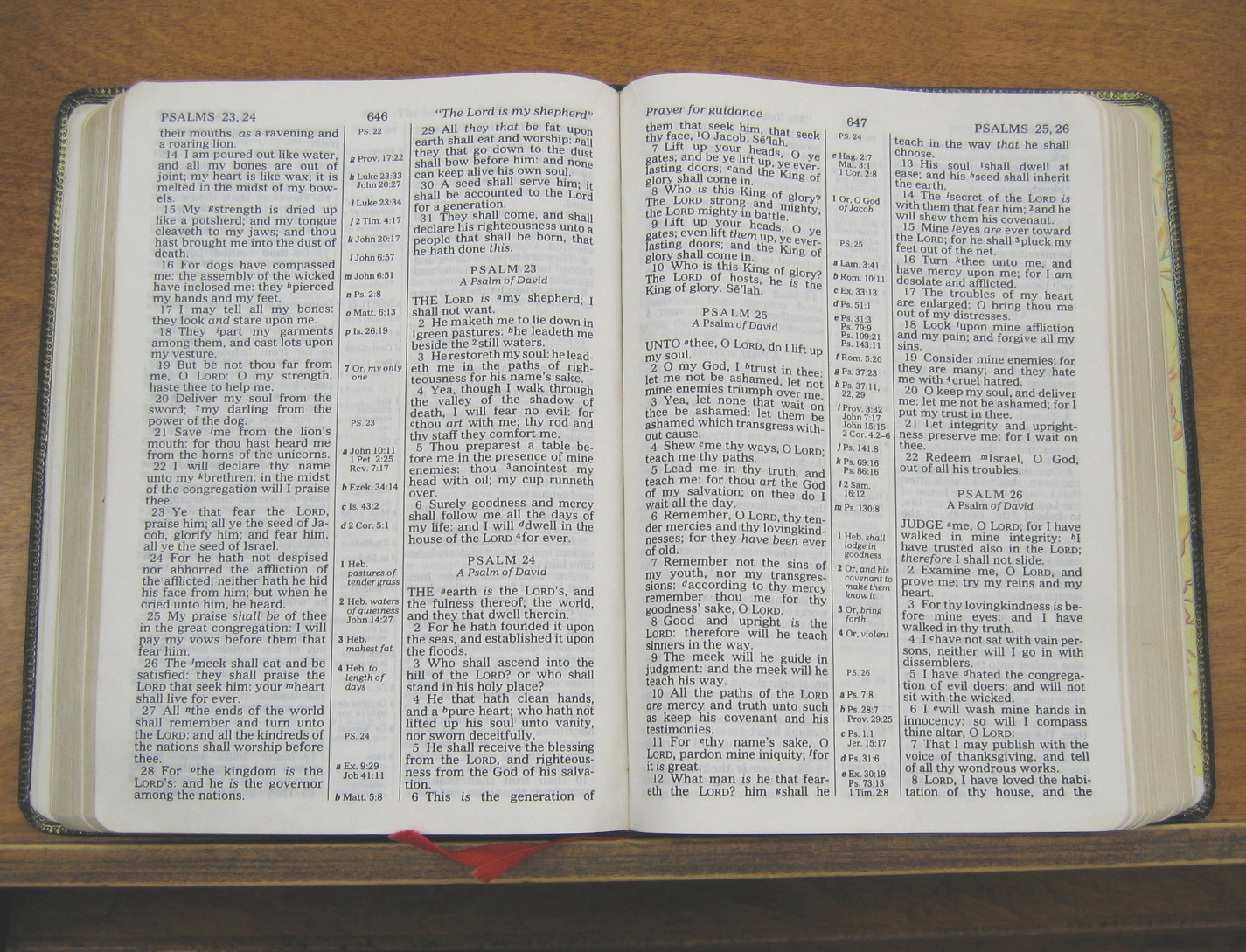
Een opengeslagen bijbel in de King James Version.

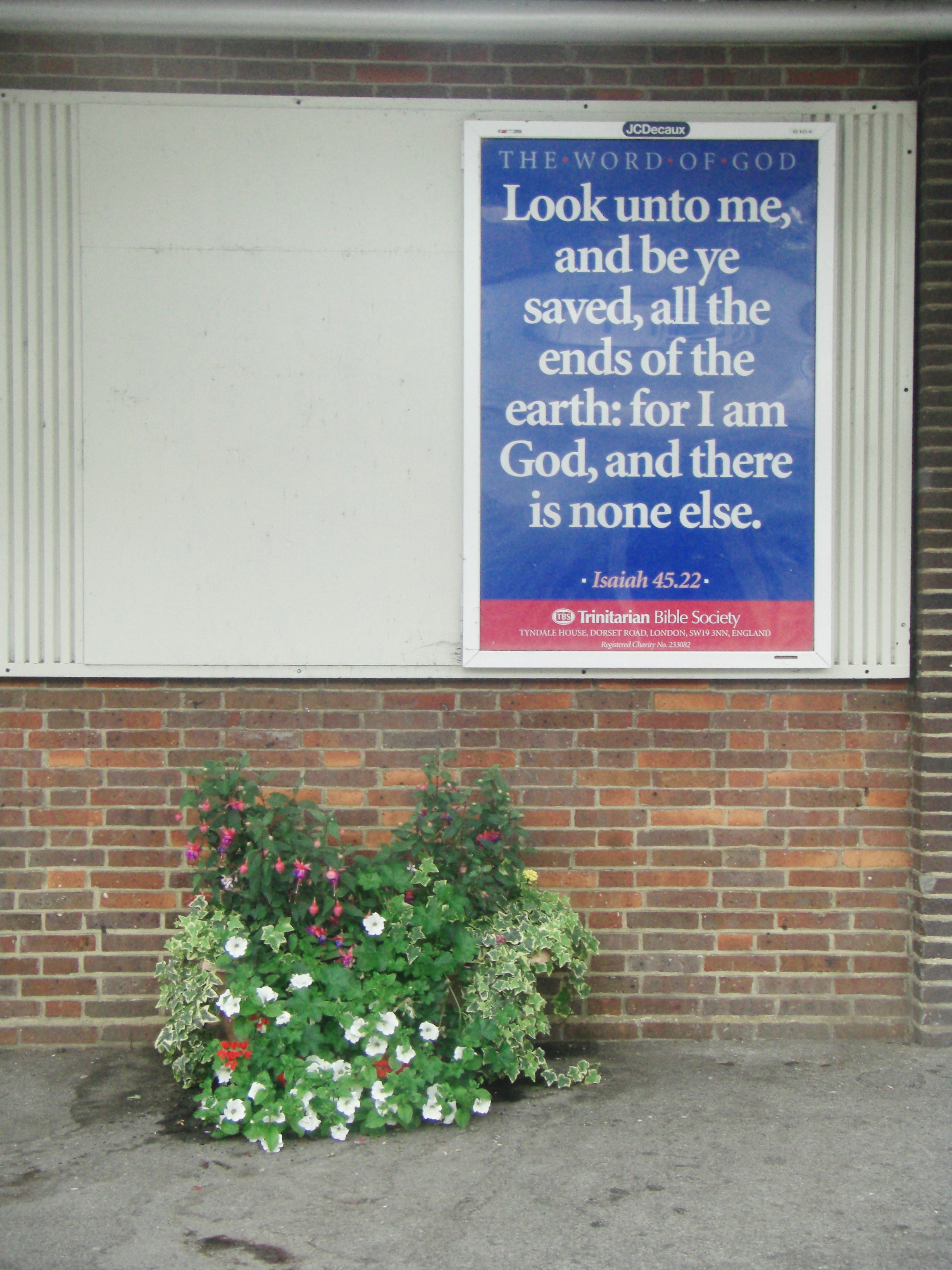
Een affiche van de Society op het Chichester Railway Station in West Sussex. De foto is genomen in 2011.

De Trinitarian Bible Society is een in 1831 opgerichte Brits Bijbelgenootschap met als doel to promote the Glory of God and the salvation of men by circulating, both at home and abroad, in dependence on the Divine blessing, the Holy Scriptures, which are given by inspiration of God and are able to make men wise unto salvation through faith which is in Christ Jesus.
De Trinitarian Bible Society werpt zich op als verdediger van King James Version, een Engelse Bijbelvertaling uit 1611. De stichting verklaart hierover zelf: The Trinitarian Bible Society does not believe the Authorised Version to be a perfect translation, only that it is the best available translation in the English language. De TBS verwerpt ook de inmiddels gereviseerde New King James Version.
De TBS heeft veel aanhang onder de leden van de Associated Presbyterian Churches, Free Church of Scotland, Free Church of Scotland (Continuing), Free Presbyterian Church of Ulster, Free Presbyterian Church of Scotland, Reformed Presbyterian Church of Ireland, Reformed Presbyterian Church of Scotland en de Strict Baptists. De TBS telt ook leden onder de Church of England en de Church of Scotland.
In samenwerking met de vergelijkbare Nederlandse Gereformeerde Bijbelstichting worden Bijbels over de gehele wereld verspreid, in gevangenissen, dictaturen, enzovoort. De stichting geeft een maandblad uit onder de naam Quarterly Record.

## Publicaties
De TBS geeft alleen "ongecorrumpeerde Bijbels" uit, dat wil zeggen Bijbels waarvan het Oude Testament is gebaseerd op de Hebreeuwse Masoretische Tekst en het Nieuwe Testament is gebaseerd op de Textus Receptus. In het kort komt het erop neer dat voor het Verenigd Koninkrijk en de Engelssprekende wereld alleen de King James Version (KJV) de toets der kritiek kan doorstaan. Opvallend mag het genoemd worden dat 'geüpdatete' versies van de KJV, zoals de 21st Century King James Version en de New King James Version (NKJV) afwijst, hoewel deze modernere versies van de KJV gebaseerd zijn op de Masoretische Tekst en de Textus Receptus.
Voor de Nederlandssprekende wereld geeft de TBS de Statenvertaling uit. Voor de Duitssprekenden wordt de Luther Bijbel uitgegeven en voor de Spaanstaligen de Reina-Valera Bijbel.
De TBS laat jaarlijks circa 660.000 Bijbels drukken, 300.000 in de King James Version en een gelijk aantal in andere talen. Hoeveel Bijbels er sinds de oprichting van de organisatie in 1831 zijn gedrukt, is niet meer na te gaan. De TBS heeft inmiddels ook afdelingen in Canada, Amerika, Australië, Nieuw-Zeeland en Brazilië.
De TBS geeft ook Bijbels in de grondtalen uit, w.o. de Textus Receptus van Frederick Henry Ambrose Scrivener en de Masoretische Tekst.
Naast bijbels verkoopt de TBS ook traktaten, kalenders, spelen en geeft het een tijdschrift uit, The Quarterly Record.

## Voorzitters[6]
- Rt. Hon. Thomas Erskine (1832-1840)
- The Earl Mount Cashell (1860-1883)
- Harry Curtis Nisbet (1901-1904)
- Sir George Hopwood Hume (1927-1946)
- Dr. J. Scott Gallice (1946)
- Rev. William Dodgson Sykes (1947-1959)
- G. A. Warburton (1959-1965)
- Rev. Tom Shaw (1965-1979)
- H. T. Haynes (1979-...)
- Rev. M. H. Watts (...)